# Từ Thủ Thịnh
Từ Thủ Thịnh (tiếng Trung: 徐守盛; bính âm: Xú Shǒushèng; sinh ngày 23 tháng 1 năm 1953) là chính khách nước Cộng hòa Nhân dân Trung Hoa. Ông từng là Bí thư Tỉnh ủy tỉnh Hồ Nam kiêm Chủ nhiệm Ủy ban Thường vụ Đại hội đại biểu nhân dân tỉnh Hồ Nam, Tỉnh trưởng Chính phủ Nhân dân tỉnh Hồ Nam và Tỉnh trưởng Chính phủ Nhân dân tỉnh Cam Túc.

## Tiểu sử

### Thân thế
Từ Thủ Thịnh là người Hán sinh tháng 1 năm 1953, người huyện Như Đông, tỉnh Giang Tô.

### Giáo dục
Tháng 10 năm 1983 đến tháng 7 năm 1985, Từ Thủ Thịnh theo học chuyên ngành kinh tế nông nghiệp khoa kinh tế nông nghiệp tại Học viện Cán bộ quản lý kinh tế nông thôn Hợp Phì nay là Học viện Cán bộ quản lý nông nghiệp An Huy.
Tháng 5 năm 1999 đến tháng 10 năm 2002, ông theo học lớp nghiên cứu sinh chuyên ngành kinh tế chính trị tại Trường Đảng Tỉnh ủy Giang Tô.

### Sự nghiệp
Tháng 4 năm 1973, Từ Thủ Thịnh tham gia công tác làm đội viên đội công tác Huyện ủy Như Đông, tỉnh Giang Tô và Phó Bí thư Chi bộ Đảng đại đội 2 của công xã Tĩnh Hải. Tháng 10 năm 1973, ông gia nhập Đảng Cộng sản Trung Quốc. Tháng 6 năm 1974, ông được bổ nhiệm giữ chức Phó Bí thư Đảng ủy công xã Tĩnh Hải, huyện Như Đông. Tháng 6 năm 1977, ông được bổ nhiệm làm Phó Bí thư Khu ủy Kiên Trà, huyện Như Đông. Tháng 8 năm 1979, ông được luân chuyển làm Bí thư Đảng ủy công xã Tân Lâm, Chủ nhiệm Ủy ban Cách mạng công xã Tân Lâm, huyện Như Đông, tỉnh Giang Tô.
Tháng 12 năm 1981, Từ Thủ Thịnh được bầu làm Ủy viên Ban Thường vụ Huyện ủy Như Đông, Chủ nhiệm Ủy ban Nông nghiệp huyện Như Đông. Tháng 4 năm 1984, ông được bổ nhiệm giữ chức Phó Bí thư Huyện ủy Như Đông. Tháng 10 năm 1985, ông được bổ nhiệm làm Phó Bí thư Huyện ủy Như Đông, quyền Huyện trưởng Chính phủ huyện Như Đông và Huyện trưởng Chính phủ huyện Như Đông. Tháng 2 năm 1990, ông được bổ nhiệm làm Bí thư Huyện ủy Như Đông.
Tháng 12 năm 1991, ông được luân chuyển giữ chức Phó Bí thư Thành ủy Liên Vân Cảng, tỉnh Giang Tô. Tháng 12 năm 1992, ông được cử làm Phó Bí thư Thành ủy Liên Vân Cảng, quyền Thị trưởng Chính phủ nhân dân thành phố Liên Vân Cảng. Tháng 3 năm 1993, ông chính thức được bầu giữ chức vụ Thị trưởng Chính phủ nhân dân thành phố Liên Vân Cảng.
Tháng 7 năm 1996, ông được luân chuyển làm Bí thư Thành ủy Tú Thiên, tỉnh Giang Tô. Tháng 9 năm 1996, ông được bầu kiêm nhiệm chức vụ Chủ nhiệm Ủy ban Thường vụ Đại hội đại biểu nhân dân thành phố Tú Thiên.
Tháng 12 năm 2000, ở tuổi 47, Từ Thủ Thịnh được bầu làm Ủy viên Ban Thường vụ Tỉnh ủy Giang Tô kiêm Bí thư Thành ủy Tú Thiên, Chủ nhiệm Ủy ban Thường vụ Đại hội đại biểu nhân dân thành phố Tú Thiên. Tháng 8 năm 2001, ông được điều chuyển làm Ủy viên Ban Thường vụ Tỉnh ủy Giang Tô kiêm Phó Tổ trưởng Tiểu tổ lãnh đạo công tác nông thôn Tỉnh ủy Giang Tô, Tổ trưởng Tiểu tổ lãnh đạo công tác xóa đói giảm nghèo tỉnh Giang Tô.
Từ Thủ Thịnh được luân chuyển từ Giang Tô sang tỉnh Cam Túc vào tháng 9 năm 2001 đảm nhiệm Ủy viên Ban Thường vụ Tỉnh ủy Cam Túc kiêm Trưởng Ban Tổ chức Tỉnh ủy Cam Túc. Ngày 14 tháng 11 năm 2002, tại phiên bế mạc của Đại hội Đảng Cộng sản Trung Quốc lần thứ 16, ông được bầu làm Ủy viên dự khuyết Ban Chấp hành Trung ương Đảng Cộng sản Trung Quốc khóa XVI. Tháng 1 năm 2003, ông kiêm nhiệm chức vụ Phó Tỉnh trưởng Chính phủ nhân dân tỉnh Cam Túc. Tháng 4 năm 2003, ông thôi kiêm nhiệm chức vụ Trưởng Ban Tổ chức Tỉnh ủy Cam Túc.
Tháng 10 năm 2006, sau khi Tỉnh trưởng Chính phủ nhân dân tỉnh Cam Túc Lục Hạo được bổ nhiệm làm Bí thư Tỉnh ủy Cam Túc, Từ Thủ Thịnh được bổ nhiệm giữ chức Phó Bí thư Tỉnh ủy Cam Túc, quyền Tỉnh trưởng Chính phủ nhân dân tỉnh Cam Túc kế nhiệm. Tháng 1 năm 2007, ông chính thức được bầu làm Tỉnh trưởng Chính phủ nhân dân tỉnh Cam Túc. Ngày 21 tháng 10 năm 2007, tại phiên bế mạc của Đại hội Đảng Cộng sản Trung Quốc lần thứ 17, ông được bầu làm Ủy viên chính thức Ban Chấp hành Trung ương Đảng Cộng sản Trung Quốc khóa XVII.
Tháng 5 năm 2010, Từ Thủ Thịnh được luân chuyển làm Phó Bí thư Tỉnh ủy Hồ Nam, Phó Tỉnh trưởng Chính phủ nhân dân tỉnh Hồ Nam, quyền Tỉnh trưởng Chính phủ nhân dân tỉnh Hồ Nam thay cho ông Chu Cường. Tháng 9 năm 2010, ông chính thức được bầu làm Tỉnh trưởng Chính phủ nhân dân tỉnh Hồ Nam. Ngày 14 tháng 11 năm 2012, tại Đại hội Đảng Cộng sản Trung Quốc lần thứ 18, Từ Thủ Thịnh được bầu làm Ủy viên Ban Chấp hành Trung ương Đảng Cộng sản Trung Quốc khóa XVIII.
Ngày 20 tháng 3 năm 2013, Từ Thủ Thịnh được bổ nhiệm làm Bí thư Tỉnh ủy Hồ Nam kiêm Tỉnh trưởng Chính phủ Nhân dân tỉnh Hồ Nam. Ngày 10 tháng 4 năm 2013, ông được miễn nhiệm chức vụ Tỉnh trưởng Chính phủ nhân dân tỉnh Hồ Nam. Ngày 31 tháng 5 năm 2013, ông được bầu kiêm nhiệm chức vụ Chủ nhiệm Ủy ban Thường vụ Đại hội đại biểu nhân dân tỉnh Hồ Nam.
Ngày 28 tháng 8 năm 2016, Ủy ban Trung ương Đảng Cộng sản Trung Quốc quyết định, Từ Thủ Thịnh được miễn nhiệm chức vụ Ủy viên Tỉnh ủy, Ủy viên Ban Thường vụ Tỉnh ủy và Bí thư Tỉnh ủy Hồ Nam.
Ngày 3 tháng 9 năm 2016, hội nghị lần thứ 22 của Ủy ban Thường vụ Đại hội đại biểu Nhân dân toàn quốc Trung Quốc khóa XII nhiệm kỳ 2013 đến năm 2018 thông qua bổ nhiệm Từ Thủ Thịnh làm Phó Chủ nhiệm Ủy ban Nông nghiệp và Nông thôn của Đại hội đại biểu Nhân dân toàn quốc (Quốc hội Trung Quốc).